# Margita Bert
Margita Bert, geborene Knobeloch, (* 3. Mai 1940 in Darmstadt) ist eine deutsche Medizinerin.
Margita Bert studierte Medizin in Gießen, Göttingen und Marburg mit dem Staatsexamen 1966, der Approbation 1968 und der Promotion (Dr. med.) 1969. Sie war 1968 bis 1973 Assistenzärztin an der Universitäts-Frauenklinik Gießen. 1972 wurde sie Fachärztin für Gynäkologie und ab 1973 niedergelassene Gynäkologin in Rüsselsheim. Von 1976 bis 2005 hatte sie eine Gemeinschaftspraxis mit Hellmut Haas. Außerdem war sie 1978 bis 1981 Belegärztin (Marien-Krankenhaus Flörsheim am Main).
2000 bis 2003 war sie Vorsitzende der Bezirksstelle Darmstadt der Kassenärztlichen Vereinigung und 2003 bis 2005 stellvertretende Vorsitzende und 2005 bis 2011 Vorsitzende der Kassenärztlichen Vereinigung Hessen. 1976 bis 1986 war sie im Landessozialausschuss der FDP.
1983 bis 1997 war sie ehrenamtliche Richterin am Landessozialgericht in Darmstadt  und ab 1997 am Bundessozialgericht. Sie war im Vorstand der Carl-Oelemann-Schule der Landesärztekammer in Bad Nauheim und war lange Vorsitzende des Berufsbildungsausschusses der Landesärztekammer Hessen.
2018 erhielt sie die Paracelsus-Medaille für ihre berufsständische Arbeit.  Insbesondere wurde gewürdigt, dass sie als Vorsitzende der Kassenärztlichen Vereinigung Hessen einen nachhaltigen Modernisierungsprozess einleitete und ihr Engagement für die Qualifikation beim Nachwuchs medizinischen Fachpersonals in der Landesärztekammer Hessen.
Sie ist verwitwet und hat zwei Kinder.